# 샤랑트강
샤랑트강(Charente)는 프랑스 서부를 흐르는 강이다. 오트비엔주의 세론나크에서 발원하여 대체로 서쪽으로 흘러 로슈포르 근처에서 대서양으로 흘러들어 간다.
샤랑트강과 샤랑트마리팀주의 어원이 되었다.

## 개요
샤랑트강은 프랑스의 왕 프랑수아 1세에 의해 최초로 묘사되었으며, 14세기 여러 지역에 공장이 세워질 때까지 자연 상태로 항해 할 수 있었다. 몇몇 관문들이 만들어지면서 수세기 동안 항행이 불가능하게 남아있었다. 항행에 대한 개선은 1772년 루이 16세 때 계획되었지만 프랑스 혁명에 의해 중단되었다. 이 프로젝트는 1835년에 완성되어 복원되었고, 운하로 부활했다. 수로는 1957년에 폐기되었다. 1963년에 관리가 시작되어 현재 앙굴렘 마을까지 164km에 걸쳐 수로를 소유하고 있다. 역사적인 코냐크, 자르나크, 생트와 로슈포르 마을은 보행자를 위한 인기 있는 목적지가 되었다. 주로 보트를 타고 대부분의 마을과 마을로 갈 수 있다. 관문은 34m x 6m이다.